# 1984 في رومانيا
فيما يلي قوائم الأحداث التي وقعت خلال عام 1984 في رومانيا.

## رياضة
- 26 مايو – دوري الدرجة الأولى الروماني 1983–84 الفائز دينامو بوخارست.

## مواليد

### يناير
- 12 يناير – روميو سوردو لاعب كرة قدم روماني.[1]
- 14 يناير – فيرونيكا مغنية رومانية.

### فبراير
- 1 فبراير – ماريوس ماتي لاعب كرة قدم روماني.[2]
- 18 فبراير – لوسيان بوردوجان لاعب كرة قدم روماني.[3]
- 28 فبراير – إيلي وايت مغنية رومانية.
- 29 فبراير – إيونيت غيورغي ملاكم روماني.

### مارس
- 8 مارس – بوغدان بوبا لاعب جمباز روماني.
- 26 مارس – إلينا بيفل لاعبة كرة قدم.[4]

### أبريل
- 5 أبريل – كريستيان سابونارو لاعب كرة قدم روماني.[5]
- 26 أبريل – ألكساندرو بوتوسيان ممثل روماني.
- 29 أبريل – فالنتين غيونيا لاعب كرة يد روماني.

### مايو
- 21 مايو – جورجي فلوريسكو لاعب كرة قدم روماني.[6]
- 24 مايو – تيودور إستودور ممثل روماني.

### يونيو
- 24 يونيو – فالينتين ليمنارو لاعب كرة قدم روماني.[7]

### يوليو
- 2 يوليو – دورين غوغا لاعب كرة قدم روماني.[8]
- 2 يوليو – يونوت ماتي لاعب كرة قدم روماني.[9]

### أغسطس
- 17 أغسطس – كريستيان بولهاك لاعب كرة قدم روماني.[10]
- 31 أغسطس – غابرييلا سوتش لاعبة كرة يد رومانية.

### سبتمبر
- 16 سبتمبر – إشتفان كوفاتش حكم كرة قدم روماني.
- 23 سبتمبر – يونوت سيوبانو لاعب كرة يد روماني.

### أكتوبر
- 10 أكتوبر – لاسلو سوكس لاعب كرة قدم روماني.
- 19 أكتوبر – كلوديا بيفل مغنية رومانية.
- 20 أكتوبر – كوزمينا ستراتان ممثلة رومانية.
- 25 أكتوبر – ماريوس كونستانتين لاعب كرة قدم روماني.[11]
- 27 أكتوبر – كاميليا هوتيا لاعبة كرة يد رومانية.

### نوفمبر
- 9 نوفمبر – ميهاي بينتيلي لاعب كرة قدم روماني.[12]
- 16 نوفمبر – ميهاي رومان لاعب كرة قدم روماني.
- 26 نوفمبر – آنا ماريا برينزا لاعبة مبارزة رومانية.

### ديسمبر
- 3 ديسمبر – كوسمين موتي لاعب كرة قدم روماني.
- 10 ديسمبر – إيدينا جالوفيتس هول لاعبة كرة مضرب رومانية.
- 18 ديسمبر – ماريوس يونسكو[13]

## وفيات

### يناير
- 21 يناير – جوني فايسمولر (مواليد 1904) سباح أمريكي.

### أكتوبر
- 30 أكتوبر – بال تيليكي (مواليد 1906) لاعب كرة قدم مجري.

### ديسمبر
- 10 ديسمبر – أدالبيرت ستينر (مواليد 1907) لاعب كرة قدم روماني.